# Koszóver
Koszóver (ukránul: Косів Верх) falu Ukrajnában, Kárpátalján, a Huszti járásban.

## Fekvése
Felsőkalocsától délnyugatra fekvő település.

## Népesség
A 817 méter tengerszint feletti magasságban fekvő Koszóver falucskának a 2001 évi népszámláláskor 16 lakosa volt.